# Bisdom Honolulu

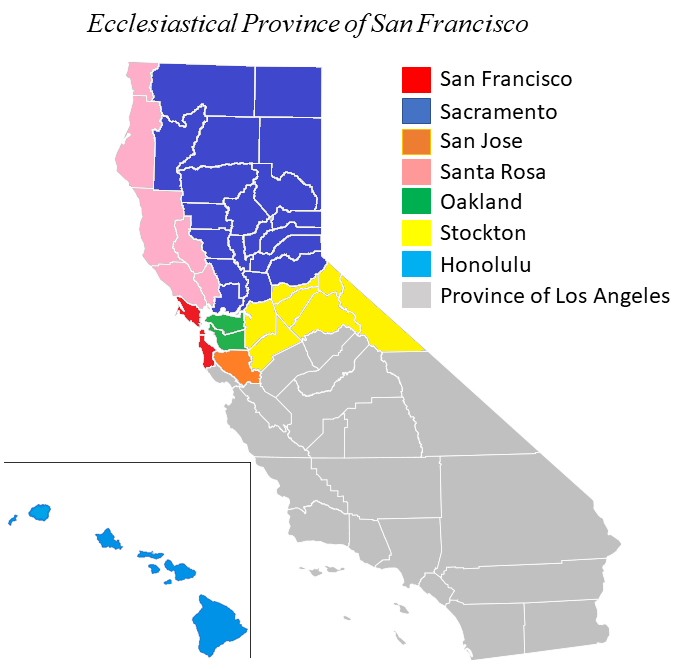
Het bisdom Honolulu (blauw) binnen de kerkprovincie San Francisco.

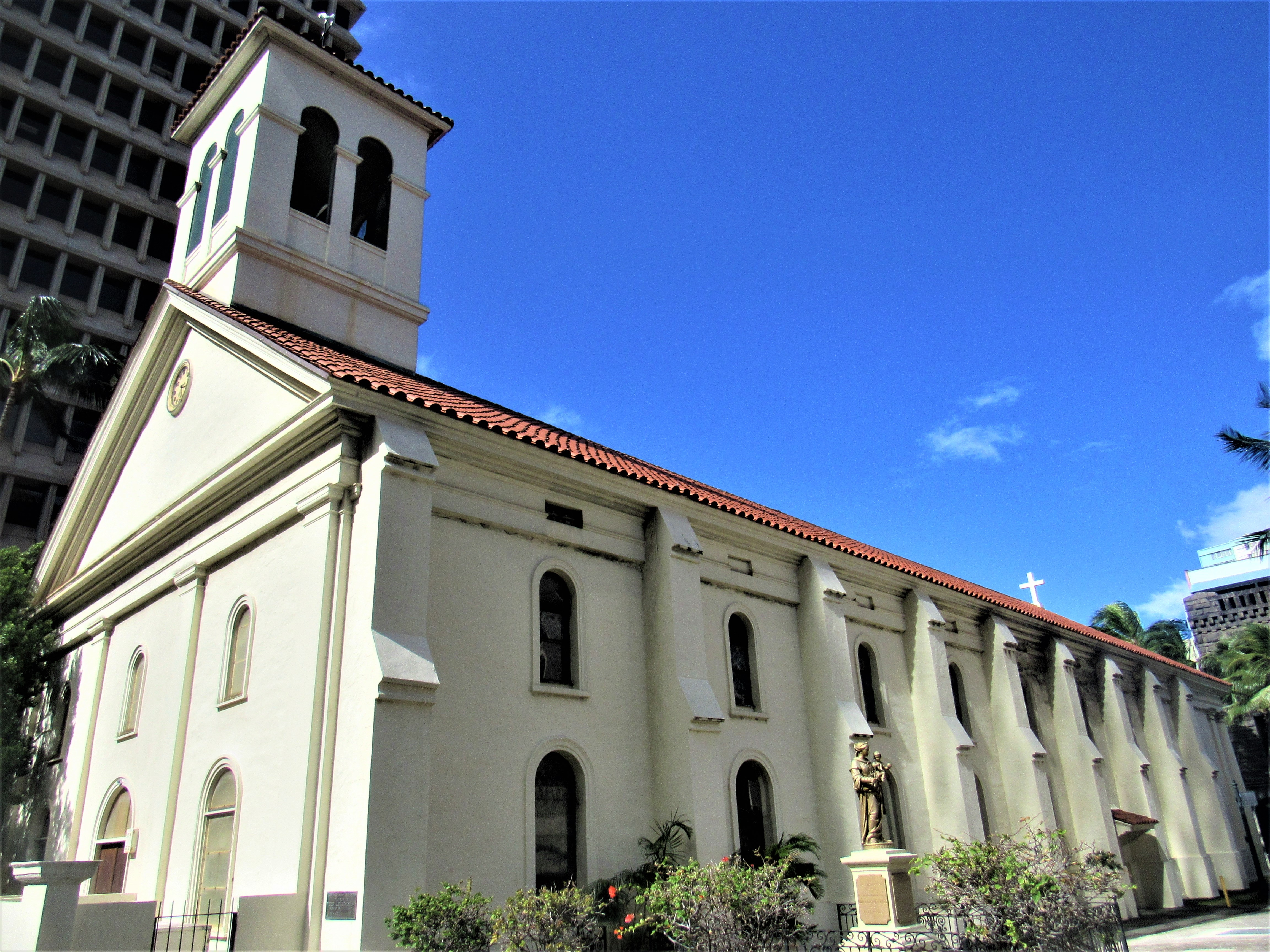
Kathedrale basiliek Our Lady of Peace in Honolulu. In de kathedraal zijn relieken van de heiligen Marianne Cope en pater Damiaan.

Het bisdom Honolulu (Latijn: Dioecesis Honoluluensis) is een rooms-katholiek bisdom met als zetel Honolulu in Hawaï. Het is een suffragaan bisdom van het aartsbisdom San Francisco. Het bisdom werd opgericht in 1941.
In 2019 telde het bisdom 66 parochies. Het bisdom heeft een oppervlakte van 16.637 km2 en omvat de volledige Hawaï-archipel. Het bisdom telde in 2019 1.420.000 inwoners waarvan 10,5% rooms-katholiek was. 

## Geschiedenis
In 1825 werd de apostolische prefectuur van de Sandwicheilanden opgericht, maar de eerste katholieke missionarissen, Franse paters Congregatie van de Heilige Harten van Jezus en Maria onder leiding van de eerste bisschop Alexis Bachelot, kwamen pas op 7 juli 1827 aan land in Honolulu. Een jaar later werd de kathedraal Our Lady of Peace gebouwd. In 1831 werden de katholieke missionarissen uitgewezen door koning Kamehameha III op advies van zijn protestantse raadlieden. Ze konden pas na 1839 terugkeren toen het Franse fregat Artémise de haven van Honolulu binnenvoer en de vrijheid van godsdienst afdwong. Hierdoor kon de kathedraal pas in 1843 worden ingewijd. In 1844 werden de Sandwicheilanden een apostolisch vicariaat. In 1848 werd het apostolisch vicariaat onder de nieuwe naam van de Hawaï-eilanden suffragaan aan het aartsbisdom San Francisco. Op 24 januari 1941 werd het bisdom Honolulu opgericht met als eerste bisschop James Joseph Sweeney. Hij was tegelijk de eerste bisschop die niet uit de Congregatie van de Heilige Harten van Jezus en Maria kwam. In 2014 kreeg de kathedraal de titel van basilica minor. 

## Bisschoppen
- James Joseph Sweeney (1941-1968)
- John Joseph Scanlan (1968-1981)
- Joseph Anthony Ferrario (1982-1993)
- Francis Xavier DiLorenzo (1994-2004)
- Larry Silva (2005-)

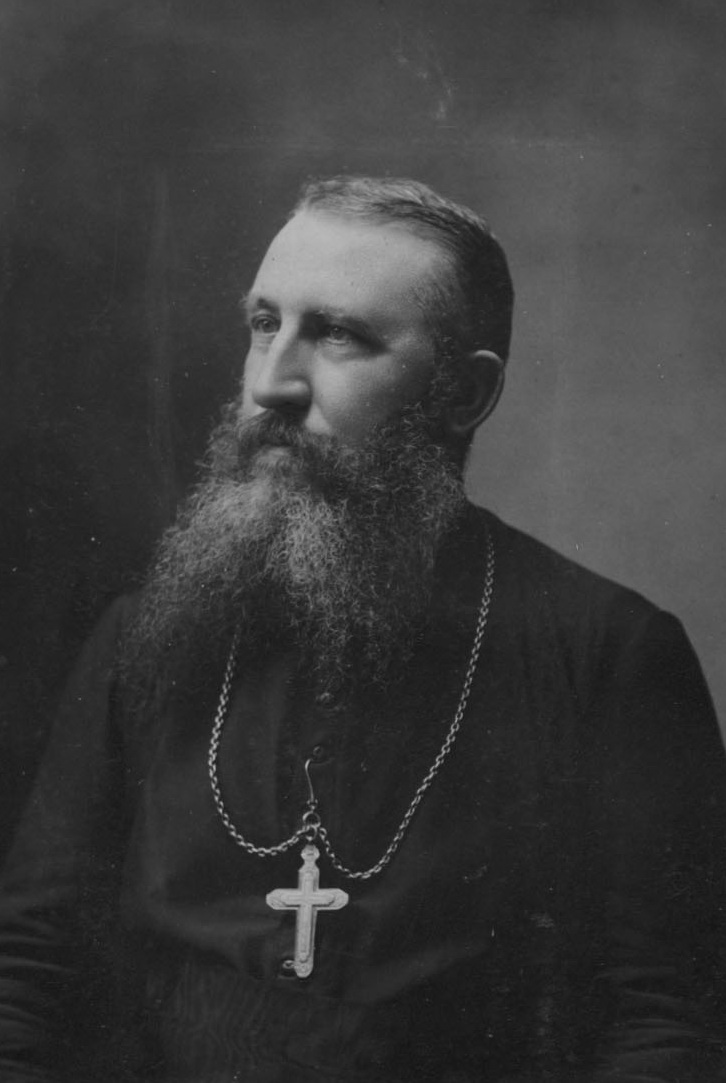
De Belgische pater-picpus Libert Boeynaems was bisschop tussen 1903 en 1926.